# 2024년 하계 올림픽 핀란드 선수단
2024년 하계 올림픽 핀란드 선수단은 2024년 7월 26일부터 8월 11일까지 프랑스 파리에서 열린 2024년 하계 올림픽에 참가한 올림픽 핀란드 선수단이다.

## 출전 선수
| 종목         | 남자 | 여자 | 전체 |
| ------------ | ---- | ---- | ---- |
| 골프         | 2    | 2    | 4    |
| 레슬링       | 2    | 0    | 2    |
| 배드민턴     | 1    | 0    | 1    |
| 복싱         | 0    | 1    | 1    |
| 사격         | 2    | 1    | 3    |
| 사이클       | 1    | 1    | 2    |
| 수영         | 1    | 1    | 2    |
| 스케이트보드 | 0    | 1    | 1    |
| 승마         | 1    | 4    | 5    |
| 양궁         | 1    | 0    | 1    |
| 요트         | 3    | 4    | 7    |
| 유도         | 2    | 0    | 2    |
| 육상         | 7    | 18   | 25   |
| 전체         | 23   | 33   | 56   |

## 매달 집계
| 종목 | 1 | 2 | 3 | 합계 |
| 종목 | ' | ' | ' | '    |
| 종목 | ' | ' | ' | '    |
| 종목 | ' | ' | ' | '    |
| 합계 | ' | ' | ' | '    |

## 종목별 성적

### 골프
남자
- 사미 밸리매키
- 타피오 풀카넨

여자
- 우르술라 빅스트룀
- 노라 코물라이넨

### 레슬링
남자
- 욘니 사르키넨
- 아르비 사볼라이넨

### 배드민턴
남자
- 칼레 콜리오넨 38위

### 복싱
여자
- 피흘라 카이보오야 5위

### 사격
남자
- 알렉시 레패
- 에투 칼리오이넨

여자
- 노라 안티카이넨

### 사이클
남자
- 요니 사바스테

여자
- 안니나 아흐토살로

### 수영
남자
- 마티 맛손

여자
- 이다 훌코

### 스케이트보드
여자
- 헤일리 시르비외

### 승마
마장마술
- 헨리 루오스테
- 엠마 카네르바

### 양궁
남자
- 안티 테코니에미 33위

### 요트
남자
- 카를레 타페르

여자
- 모니카 미콜라

### 유도
남자
- 루카스 사하
- 마르티 푸말라이넨

### 육상
남자
- 엘모 라카
- 아쿠 파르타넨

여자
- 빌마 무르토

## 같이 보기
- 2024년 하계 올림픽